# Premio letterario
Un premio letterario è un riconoscimento pubblico conferito ad un autore che abbia scritto un'opera di particolare rilievo.
La categoria dei premi letterari spazia notevolmente per ambito e modalità di conferimento. Esistono premi dedicati alla poesia come alla prosa, ve ne sono per autori di differenti fasce d'età, per particolari generi letterari o per tematiche affrontate; si hanno inoltre premi internazionali oppure incentrati sulla produzione letteraria di un solo paese.
La consegna di un premio è spesso accompagnata da una cerimonia, ed è scandita generalmente a cicli annuali; il vincitore riceve una somma di denaro o altri tipi di trofei, a seconda del regolamento del concorso.
Il premio può essere bandito indistintamente da associazioni culturali, dallo stato o da privati, da accademie o da fondazioni, così come da personaggi singoli che in alcuni casi donano il loro nome all'iniziativa; la giuria si differenzia a seconda delle regole per numero, qualità intrinseche dei giurati e metodo di votazione.
Tra i riconoscimenti più celebri spiccano il Premio Nobel per la letteratura e il Premio Pulitzer, ma il numero di concorsi nazionali e internazionali è vastissimo.

## Premi letterari internazionali
- Premio mondiale Cino Del Duca
- Premio Nobel per la letteratura
- Premio Hans Christian Andersen
- Astrid Lindgren Memorial Award
- Gran premio letterario dell'Africa Nera
- Premio letterario internazionale Alfaguara
- Premio Aristeion
- Premio per letteratura francofona Jean-Arp
- Premio Arti e Lettere di Francia
- Friedenspreis des Deutschen Buchhandels
- Erich-Fried-Preis
- Premio europeo per la letteratura
- Großer Österreichischer Staatspreis für Literatur
- Internationaler Sachbuchpreis
- Österreichischer Staatspreis für europäische Literatur
- Österreichischer Staatspreis für Kulturpublizistik
- Turner Tomorrow Awards
- Premio letterario Giuseppe Tomasi di Lampedusa
- Premio Veillon (FR)  (romanzi, 1947-1974)
- Premio Giovanni Bertacchi

## Premi letterari nazionali
Austria 
- Alexander-Sacher-Masoch-Preis
- Anton-Wildgans-Preis
- Premio Arthur Schnitzler
- Buch.Preis
- Città di Vienna
- Erich-Fried-Preis
- Federhasenpreis
- Feldkircher Lyrikpreis
- Premio Franz Kafka
- Premio Franz Nabl
- Premio Peter Rosegger
- Frau Ava Literaturpreis
- Grillparzer-Preis
- Ingeborg-Bachmann-Preis
- Jury der jungen Leser
- Österreichischer Staatspreis für Kinder- und Jugendliteratur
- Österreichischer Staatspreis für Kinderlyrik
- Rauriser Literaturpreis
- Premio di Stato austriaco per la letteratura europea

 Belgio 
- Prix des Auditeurs de la RTBF
- Prix République du Glamour
- Prix Auguste Beernaert
- Prix Émile Bernheim
- Prix Bouvier-Parvillez
- Prix d'études littéraires Maurice Carême
- Prix Maurice Carême de poésie
- Prix Alix Charlier-Anciaux
- Prix Henri Cornélus
- Prix Robert Duterme
- Prix Gros Sel
- Prix Indications du Jeune Critique
- Prix Jean Muno
- Prix Emile Polak
- Prix Renaissance de la Nouvelle
- Prix Victor Rossel
- Prix Victor Rossel des jeunes
- Prix Marcel Thiry
- Prix littéraire de la ville de Tournai

 Brasile 
- Premio Jabuti
- Premio dei critici d'arte di São Paulo (APCA)
- Premio Portugal Telecom
- Premio de la Fundação Biblioteca Nacional
- Premio dell'Accademia Brasiliana di Lettere

 Canada 
- Arthur Ellis Award
- Booker Prize
- Canadian Poets Award
- Commonwealth Writers Prize (sostituito dal 2011 dal Commonwealth Short Story Prize)
- Edna Staebler Award
- Geoffrey Bilson Award
- Gerald Lampert Award
- Griffin Poetry Prize
- Governor General's Award
- Lorne Pierce Medal
- Marian Engel Award
- Milton Acorn People's Poetry Award
- Norma Fleck Award
- Writers' Trust Notable Author Award
- Pat Lowther Award
- Prix Robert-Cliche
- Stephen Leacock Award
- Scotiabank Giller Prize
- Trillium Award
- Wright Awards

 Danimarca 
- Premio Amalienborg

 Francia 
- Grand Prix de la Critique Littéraire
- Grand Prix de la Ville d'Angoulême
- Grand Prix de l'Humour Noir
- Grand Prix de l'Imaginaire
- Grand Prix des Jeunes Lecteurs
- Grand prix des lectrices de Elle
- Grand prix de littérature policière
- Grand Prix Jean Giono
- Grand Prix international Eugène Guillevic
- Grand Prix Montblanc de la Bibliothèque Nationale
- Grand Prix national de la poésie
- Grand Prix national des lettres
- Grand Prix national de la Traduction
- Premi dell'Académie française
  - Grand Prix de littérature de l'Académie française
  - Grand Prix de poésie de l'Académie française
  - Grand Prix du roman de l'Académie française
  - Grand Prix de littérature Paul Morand
  - Grand prix de la francophonie
  - Prix de l'Académie française
  - Prix Ève Delacroix
  - Prix François-Mauriac
- Premi del Festival du film policier de Cognac
  - Grand Prix du roman noir étranger
  - Grand Prix du roman noir français
  - Prix du roman policier
- Grand Prix RTL-Lire
- Grand Prix de littérature dramatique
- Grand Prix de l'héroïne Madame Figaro
- Grand Prix des Muses
- Grand Prix de littérature sportive
- Meilleurs livres de l'année
- Prix Alain-Fournier
- Prix Albert Camus
- Prix Albert Londres
- Prix Alexis de Tocqueville
- Prix Arts et Lettres de France
- Prix de l'Académie des Sciences d'Outre-Mer
- Prix des Agents de la Mairie de Paris
- Prix Alain Dorémieux
- Prix Alberto Benveniste
- Prix des Ambassadeurs
- Prix Apollo
- Prix littéraire de l'armée de terre - Erwan Bergot
- Prix Arménia
- Prix Artaud
- Prix Aujourd'hui
- Prix Biguet
- Prix littéraire des Caraïbes
- Prix Carbet de la Caraïbe
- Prix Charles Aznavour
- Prix Littéraire Charles Brisset
- Prix Charles Exbrayat
- Prix Charles-Péguy
- Prix Chartier
- Prix Cazes
- Prix Centauriades
- Prix Chateaubriand
- Prix Contre-point
- Prix Cosmos 2000
- Prix CNOSF
- Prix Daudet
- Prix Des Découvreurs
- Prix Décembre
- Prix des Critiques
- Prix des Deux Magots
- Prix des écrivains croyants
- Prix Edmée de La Rochefoucauld
- Prix Edouard Carlier
- Prix de littérature politique Edgar-Faure
- Prix Élie Faure
- Prix Entre guillemets
- Prix Marie-Thérèse EYQUEM
- Prix Femina
- Prix Femina étranger
- Prix Fénéon
- Premi del Festival Polar de Cognac
  - Prix du meilleur roman francophone
  - Prix du meilleur roman international
  - Prix du meilleur roman jeunesse
  - Prix Intramuros
- Prix de Flore
- Prix de la Fondation Louise Weiss
- Prix de la Fondation Pierre-Lafue
- Prix littéraire de la Fondation Prince-Pierre-de-Monaco
- Prix France Culture
- Prix France Culture/Télérama
- Prix France Télévisions
- Prix francophone de poésie Amélie Murat de la Ville de Clermont-Ferrand
- Prix Gabrielle d'Estrées
- Prix Goncourt
- Prix Goncourt des lycéens
- Prix Gondecourt
- Prix Goya du premier roman
- Prix Grand Siècle Laurent-Perrier
- Prix Grand Témoin
- Premio Guillaume-Apollinaire
- Prix Guizot-Calvados
- Prix Gutenberg
- Prix Hassan II des Quatre Jurys
- Prix Henri Hertz
- Prix Henri Verneuil
- Prix Honneur et Patrie
- Prix Hugues Capet
- Prix Imaginales
- Prix Interallié
- Prix Jackie Bouquin
- Prix Jacques Chardonne
- Prix Jacques Normand
- Prix du Jeune Ecrivain Francophone
- Prix Jean d'Heurs du Roman historique
- Prix Jeunesse
- Prix Jules Verne
- Prix Julia Verlanger
- Prix de la Langue française
- Prix des Lauriers Verts
- Prix Le Monde du jeune écrivain
- Prix des Libraires
- Prix des Libraires de France
- Prix Littéraire de la Vocation
- Prix Littré
- Prix du Livre Inter
- Prix Livre Mon Ami
- Prix du livre politique
- Prix Louis Cros de l'Académie des Sciences Morales et Politiques
- Prix Louise-Labé
- Prix Louis Pauwels
- Prix des lycéens de Chartres
- Prix Maison de la Presse
- Prix Mallarmé
- Prix Marcel Proust
- Prix Masterton
- Prix Max Jacob
- Prix Médicis
- Prix Méditerranée
- Prix Méliès
- Prix du Meilleur livre étranger
- Prix Michel Lebrun
- Prix Montalembert du premier roman de femme
- Prix Montyon
- Prix Mystère
- Prix Nocturne
- Prix Octogones
- Prix Ozone
- Prix du Patrimoine Nathan Katz
- Prix Paulée de Meursault
- Prix Paris-Première
- Prix Paul Féval
- Prix Paul Léautaud
- Prix Poésie des lecteurs Lire et faire lire
- Prix Polar
- Prix du premier roman
- Prix du premier roman de l'Université d'Artois
- Prix du Quai des Orfèvres
- Prix Raphaël Tardon
- Prix Relay du Roman d'Évasion
- Prix Renaissance des Lettres
- Prix Renaudot
- Prix Roberval
- Prix Roger-Nimier
- Prix du Roman d'aventure
- Prix Roman de l'été Femme Actuelle
- Prix du Roman populaire
- Prix Eugène-Dabit du roman populiste
- Prix Rosny aîné
- Prix Russophonie
- Prix SACD
- Prix Sade
- Prix Saint-Simon
- Prix Saint-Valentin
- Prix Sainte-Beuve
- Prix Sang d'Encre
- Prix Sang d'Encre des Lycéens
- Prix Senghor
- Prix de la Société des gens de lettres
- Prix de la Société des Poétes et Artistes de France
- Prix Sully - Olivier de Serres
- Prix Tour Eiffel
- Prix des Tropiques
- Prix Trubert
- Prix Ulysse
- Prix Valery Larbaud
- Prix Vasari
- Prix Vauban
- Prix Vol de Nuit
- Prix Wepler
- Le Roman des Libraires E. Leclerc
- Trophées 813
- Prix Wartburg de littérature

 Germania 
- Premio Alfred Döblin
- Andreas-Gryphius-Preis
- Aspekte-Literaturpreis
- Berliner Literaturpreis
- Premio Bertolt Brecht
- Bücher-Butt
- Premio Georg Büchner
- Carl-Zuckmayer-Medaille
- Premio letterario Corine
- Deutscher Buchpreis
- Deutscher Jugendliteraturpreis
- Deutscher Schulbuchpreis
- Deutscher Science Fiction Preis
- Eichendorff-Preis
- Evangelischer Buchpreis
- Förderpreis für Literatur der Landeshauptstadt Düsseldorf
- Friedrich-Hölderlin-Preis
- Gerhart-Hauptmann-Preis
- Premio fratelli Scholl
- Goethepreis der Stadt Frankfurt am Main
- Großer Literaturpreis der Bayerischen Akademie der Schönen Künste
- Großer Preis der Deutschen Akademie für Kinder- und Jugendliteratur e.V. Volkach
- Göttinger Elch
- Hanseatic Goethe Prize
- Hans-Sachs-Preis
- Heine-Preis
- Prix Heinrich Böll
- Heinrich-Mann-Preis
- Heinrich-Wolgast-Preis
- Hermann-Hesse-Preis
- Hermann-Kesten-Medaille
- Hermann-Sinsheimer-Preis
- Hugo-Jacobi-Preis
- Janusz-Korczak-Preis
- Jean-Paul-Preis
- Johannes-Bobrowski-Medaille
- Joseph-Breitbach-Preis
- Karl-Preusker-Medaille
- Karl-Sczuka-Preis
- Kasseler Literaturpreis
- Kleist-Preis
- Premio letterario Konrad-Adenauer-Stiftung
- Kulinarischer Literaturpreis
- Kunstpreis Rheinland-Pfalz
- Kurd Laßwitz Preis
- Lion-Feuchtwanger-Preis
- Prix de littérature de la ville de Brême
- Lutz-Röhrich-Preis
- Marieluise-Fleißer-Preis
- Marie-Luise-Kaschnitz-Preis
- Premio Nelly Sachs
- Oldenburger Kinder- und Jugendbuchpreis
- Petrarca-Preis
- Rattenfänger-Literaturpreis
- Ricarda-Huch-Preis
- Richard-Schönfeld-Preis
- Premio Roswitha
- Schubart-Literaturpreis
- Siegfried-Unseld-Preis
- Stern LESERstimmen
- Thomas-Mann-Preis
- Troisdorfer Bilderbuchpreis
- Tukan-Preis
- Umweltpreis für Kinder- und Jugendliteratur
- Wieland Übersetzer-Preis
- Wilhelm-Leuschner-Medaille
- Wilhelm-Raabe-Preis
- Wolfgang-Hohlbein-Preis

 Giappone 
- Premio Mainichi-shuppan-bunka 毎日出版文化賞
- Premio Yomiuri-bungaku 読売文学賞
- Premio Tanizaki 谷崎潤一郎賞
- Premio Osaragi Jiro 大佛次郎賞
- Premio Noma-bungei 野間文芸賞
- Premio Hirabayashi Taiko 平林たい子文学賞
- Premio Kenzaburō 大江健三郎賞
- Premio Akutagawa 芥川龍之介賞
- Premio Mishima 三島由紀夫賞
- Noma Bungei Shō 野間文芸賞
- Premio Bungaku-kai-shinjin 文学界新人賞
- Premio Gunzo-shinjin-bungaku 群像新人文学賞
- Premio Bungei 文藝賞
- Premio-Shincho-shinjin 新潮新人賞
- Premio Subaru-bungaku すばる文学賞
- Premio Asahi-shinjin-bungaku 朝日新人文学賞
- Premio Dazai Osamu 太宰治賞
- Premio Izumi Kyoka 泉鏡花文学賞
- Premio Ito Sei 伊藤整文学賞
- Premio Kawabata Yasunari 川端康成文学賞
- Premio Oda Sakunosuke 織田作之助賞
- Premio Murasaki Shikibu 紫式部文学賞
- Premio Shiba Ryotaro 司馬遼太郎賞
- Premio Bunka-mura Deux Magots ドゥマゴ文学賞
- Hon-ya 本屋大賞
- Naoki Sanjugo 直木三十五賞
- Premio Yamamoto Shugoro 山本周五郎賞
- Premio Yoshikawa Eiji 吉川英治文学賞
- Premio Yoshikawa Eiji Shinjin 吉川英治新人文学賞
- Premio Nitta Jiro 新田次郎文学賞
- Premio Shibata Renzaburo 柴田錬三郎賞
- Premio Simada Seijiro 島清恋愛文学賞
- Premio Nihon boken shosetsu kyokai 日本冒険小説協会大賞
- Premio Fujin Koron 婦人公論文芸賞
- Premio Chuo Koron 中央公論文芸賞
- Premio All Yomimono shinjin オール讀物新人賞
- Premio Subaru per la letteratura 小説すばる新人賞
- Premio Gendai per la letteratura 小説現代新人賞
- Premio Hoseki per la letteratura 小説宝石新人賞
- Premio Matsumono Seicho 松本清張賞
- Premio Seishun shosetsu 青春小説大賞
- Premio Shipusha shuppan 新風舎出版賞
- Premio Mephist メフィスト賞
- Premio Faust ファウスト賞
- Premio R-18 per la letteratura 文学賞
- Premio Da Vinci per la letteratura ダ・ヴィンチ文学賞
- Premio Poplar-sha shosetsu ポプラ社小賞
- Premio Love story ラブストーリー大賞
- Premio Nihon bungaku-kan 日本文学館大賞
- Premio Nikkei shosetsu 日経小説大賞
- Premio Nikkei chuhen shosetsu 日経中篇小説大賞
- Premio Shincho entertainment 新潮エンターテインメント大賞
- Premio Randon House Kodansha ランダムハウス講談社新人賞
- Kirara きらら文学賞
- Premio Dodici anni １２歳の文学賞
- Premio Gento-sha Outlaw 幻冬舎アウトロー大賞
- Premio Boiled eggs ボイルドエッグズ新人賞
- Premio Shogakkan bunko 小学館文庫小説賞
- Premio Nakayama Gishu 中山義秀文学賞
- Seiun Award 星雲賞

 India 
- Hutch Crossword Book Award
- Jnanpith Award
- Kalidas samman
- Pampa Award
- Sahitya Akademi Award

 Italia 

- Premio Atlantide- centro studi nazionale per l'arte e la letteratura
- Premio Bagutta
- Premio Bancarella
- Premio Brancati
- Premio Campiello
- Premio Chiara
- Premio Cimitile
- Premio Crotone (fino al 1963)
- Premio DeA Planeta[1]
- Premio Dessì
- Premio di Poesia Paolo Prestigiacomo[2].
- Premio Feltrinelli
- Premio Feudo di Maida[3]
- Premio Flaiano per la narrativa
- Premio Fregene (fino al 2014)
- Premio Frignano (fino al 2010)
- Premio Giuseppe Berto
- Premio Italo Calvino
- Premio La Provincia in giallo
- Premio Laurea in poesia-Gare poetiche
- Premio leopardiano La Ginestra
- Premio letterario Boccaccio
- Premio Letterario Giovanni Comisso
- Premio letterario Giuseppe Acerbi
- Premio letterario Kerasion
- Premio Letterario Nazionale Carlo Levi
- Premio Letterario Nazionale Umberto Bozzini
- Premio letterario Tutto Calabria
- Premio letterario Merck Serono (fino al 2018)
- Premio letterario Un libro amico per l'inverno
- Premio letterario Racalmare Leonardo Sciascia
- Premio Letterario San Paolo (fino al 2020)
- Premio Mondello
- Premio Muricello
- Premio Napoli
- Premio Nazionale Elio Pagliarani
- Premio Nonino
- Premio Odissea
- Premio Palmi
- Premio Rhegium Julii
- Premio Roma
- Premio Strega
- Premio Urania
- Premio Viareggio
- Premio Galileo
- Parole per strada
- Premio di Letteratura Italiana Contemporanea

 Lussemburgo 
- Concorso letterario internazionale
- Premio Batty Weber
- Premio Libertés
- Premio Servais
- Premio Tony Bourg

 Marocco 
- Prix du Maroc du livre
- Prix grand atlas

 Norvegia 
- Premio Brage
- Premio Riverton

 Paesi Bassi 
- Gouden Griffel
- Prix Gysbert Japiks
- Premio Rely-Jorritsma
- Prix Dr. Obe Postma
- Zilveren Griffel
- Premio della letteratura nederlandese
- Constantijn Huygensprijs
- Premio Tollens
- Premio Martinus Nijhoff
- Premio Dr. J. van Praag
- Premio Visser Neerlandia

 Polonia 
- Nagroda Literacka Nike

 Regno Unito 
- Bad Sex in Fiction Award
- Baillie Gifford Prize
- Betty Trask Award
- Bollinger Everyman Wodehouse Prize
- Booker Prize
- Bridport prize
- Carnegie Medal
- Cartier Diamond Dagger
- Premio Arthur C. Clarke
- Commonwealth Short Story Prize
- Costa Book Awards (fino al 2021)
- CWA Ian Fleming Steel Dagger
- David Cohen Prize for Literature
- Duff Cooper Prize
- Premio Dylan Thomas
- T. S. Eliot Prize
- Ellis Peters Historical Award
- Encore Award
- Forward Poetry Prize
- Gold Dagger
- Goldsmiths Prize
- Hawthornden Prize
- Premio Jewish Quarterly-Wingate
- John Llewellyn Rhys Prize
- McKitterick Prize
- Premio Newdigate
- Orwell Prize
- Premio Phoenix
- Somerset Maugham Award
- James Tait Black Memorial Prize
- Walter Scott Prize
- Wolfson History Prize
- Women's Prize for Fiction

 Serbia 
- Premio NIN

 Slovenia 
- Premio letterario Kresnik

 Spagna 
- Premio Cervantes
- Premio Fastenrath
- Premio Joan Crexells
- Premio letterario Lara
- Premio Nadal
- Premio nazionale delle Lettere Spagnole
- Premio Nazionale di Letteratura per la Narrativa di Spagna
- Premio Planeta
- Premio Principe delle Asturie
- Premio Rómulo Gallegos

 Stati Uniti 
- Premio Agatha
- American Book Awards
- Edgar Award
- Premio Hugo
- Michigan Author Award
- National Book Award
- National Book Critics Circle Award
- Orwell Award
- Premio Nebula
- Premio Nero Wolfe
- PEN/Faulkner Award
- Premio Pulitzer

 Svezia 
- Astrid Lindgren Memorial Award
- Premio Nils Holgersson

 Svizzera 
- Premio Bibliomedia
- Premio Michel Dentan
- Premio Lipp Suisse
- Grand Premio di Maire de Champignac
- Premio europeo Charles Veillon per la saggistica
- Premio Rambert
- Grand Premio C. F. Ramuz
- Prix Édouard Rod
- Premio Schiller[4]
  - Premio Terranova[5][6]
- Premio lab-elle
- Gottfried-Keller-Preis
- Premio Conrad Ferdinand Meyer
- Züricher Kinderbuch-Preis
- Gran Premio svizzero di letteratura[7]

 Tunisia 
- Premio COMAR